# Marina Pantić
Marina Pantić, née le 26 octobre 1988 à Šabac,, est une joueuse professionnelle serbe de handball qui évolue au poste de gardienne de but. En France depuis 2012, elle a rejoint Le Havre AC Handball en 2016.
Avec l'équipe nationale de Serbie, elle a terminé onzième du Championnat d'Europe 2018. 
En Juin 2020, en parallèle de sa carrière de joueuse, elle commence une reconversion professionnelle par la création de sa propre société d'importation et exportation de spiritueux en provenance des Balkans sous le nom d'Adriatique Flaveur. 